# 華盛頓鎮區 (伊利諾伊州卡羅爾縣)
華盛頓鎮區（英語：Washington Township）是位於美國伊利諾伊州卡洛爾縣的一個行政鎮區。

## 地方資料
根據2010年美國人口普查的數據，華盛頓鎮區的面積為102.90平方千米，當中陸地面積為91.70平方千米，而水域面積為11.20平方千米。當地共有人口338人，而人口密度為每平方千米3.28人。